# Vitrinella rhyssa
Vitrinella rhyssa är en snäckart som beskrevs av Dall 1927. Vitrinella rhyssa ingår i släktet Vitrinella och familjen Vitrinellidae. Inga underarter finns listade i Catalogue of Life.